# Oluranti Adebule
Oluranti Adebule, sinh ngày 27 tháng 11 năm 1970 trong gia đình Idowu-Esho của Ojo Alaworo ở khu vực chính quyền địa phương Ojo  của bang Lagos. Bà là Phó Thống đốc thứ 15 của bang Lagos. Nhiệm kỳ của bà kết thúc vào ngày 29 tháng 5 năm 2019, với lời thề của Femi Hamzat ở vị trí của mình.

## Giáo dục
Tiến sĩ Idiat Oluranti Adebule đã được giáo dục sớm tại đại học Awori, Ojo.
Sau đó, bà tiếp tục học đại học tại Đại học bang Lagos, Ojo để học Giáo dục Hồi giáo năm 1992. Rất lâu sau, bà có chứng chỉ về chương trình phát triển mầm non và quản lý và đánh giá trường học từ Hiệp hội Giáo dục Quốc tế Nigeria năm 2006 .
Bà tiếp tục học thạc sĩ tại cùng một tổ chức trong các nghiên cứu chương trình giảng dạy. Sau đó, bà đã tiến hành để lấy lại bằng Tiến sĩ tại cùng một tổ chức mà bà đã hoàn thành vào năm 2012.

## Nghề nghiệp
Bà bắt đầu sự nghiệp với tư cách là một giảng viên cơ sở tại Trường đại học giáo dục tiểu học Michael Otedola, Epe thuộc khoa nghiên cứu tôn giáo. Sau đó, bà chuyển sự phục vụ của mình sang khoa hoạt động ngoại khóa của Đại học bang Lagos.

## Chính trị
Kinh nghiệm chính trị của Tiến sĩ Adebule bắt đầu khi bà được bổ nhiệm làm Ủy viên 1 trong Ủy ban Dịch vụ Giảng dạy Tiểu học Bưu điện bang (PP-TESCOM) bây giờ là Giáo viên Thành lập và Trợ cấp lương hưu của Asiwaju Bola Ahmed Tinubu từ tháng 10 năm 2000 đến tháng 2 năm 2005 và sau đó là thành viên hội đồng quản trị của Hội đồng Học bổng Bang Lagos từ tháng 2 năm 2005 đến tháng 11 năm 2005 . Bà được Thống đốc bang Lagos, ông Babatunde Raji Fashola (SAN) bổ nhiệm và tuyên thệ nhậm chức Bộ trưởng Chính phủ. Bà đã tuyên thệ nhậm chức Phó thống đốc bang Lagos vào ngày 29 tháng 5 năm 2015 bởi Chánh án Thành phố Lagos.